# Dinos Michailidis
Konstantinos "Dinos" Michailidis (griechisch Κωνσταντίνος Μιχαηλίδης, * 26. Dezember 1937 in Limassol, Zypern; † 6. April 2020 in Athen) war ein zypriotischer Politiker.

## Biografie
Michailidis trat nach einem Studium 1961 in den Diplomatischen Dienst ein und war zuletzt während der Amtszeit von Präsident Spyros Kyprianou bis 1985 Minister im Präsidialamt. Im Rahmen einer Kabinettsumbildung war er anschließend von 1985 bis 1988 erstmals Innenminister.
1991 wurde er als Kandidat der Dimokratiko Komma (DIKO) zum Abgeordneten des Repräsentantenhauses (Βουλή των Αντιπροσώπων). 1993 ernannte ihn Präsident Glafkos Klerides dann wiederum zum Innenminister in dessen Regierung. 1997 trat er als Innenminister zurück, nachdem die DIKO, unter dem Vorsitz von Spyros Kyprianou, als Partner aus der Koalitionsregierung mit der Dimokratikos Synagermos (DISY) von Klerides ausgeschieden war.
Vier Monate später wurde Michailidis jedoch Anfang 1998 wieder Innenminister im Kabinett Klerides, trat jedoch 1999 erneut zurück, nachdem ihm diesmal Korruption vorgeworfen wurde. Das Kabinett sprach ihn dabei trotz des Vorliegens eines unabhängigen Berichts frei. In diesem Bericht wurde die Entscheidung der Stadtplanungsbehörde, wegen des Abänderns eines Bebauungsplans, infrage gestellt, nachdem in dem Planungsgebiet später ein Luxuswohnhaus von Michailidis gebaut wurde. Die Stadtplanungsbehörde gehörte dabei zum Zuständigkeitsbereich des Ministeriums. Zunächst zog er sein Rücktrittsgesuch zurück, als Klerides dessen Annahme ablehnte. Letztlich trat er dann doch zurück, nachdem einen Tag zuvor Regierungssprecher Christos Stylianides, aus Kritik an dem Freispruch für Michailidis im Kabinett, überraschend zurückgetreten war.